# 昆庫斯山
9°49′38″S 77°16′07″W / 9.82722°S 77.26861°W
昆庫斯山（Kunkush）是秘魯的山峰，位於該國北部安卡什大區，由雷奈伊省的卡塔克區負責管轄，屬於布蘭卡山脈的一部分，海拔高度5,000米。